# Sallern-Gallingkofen

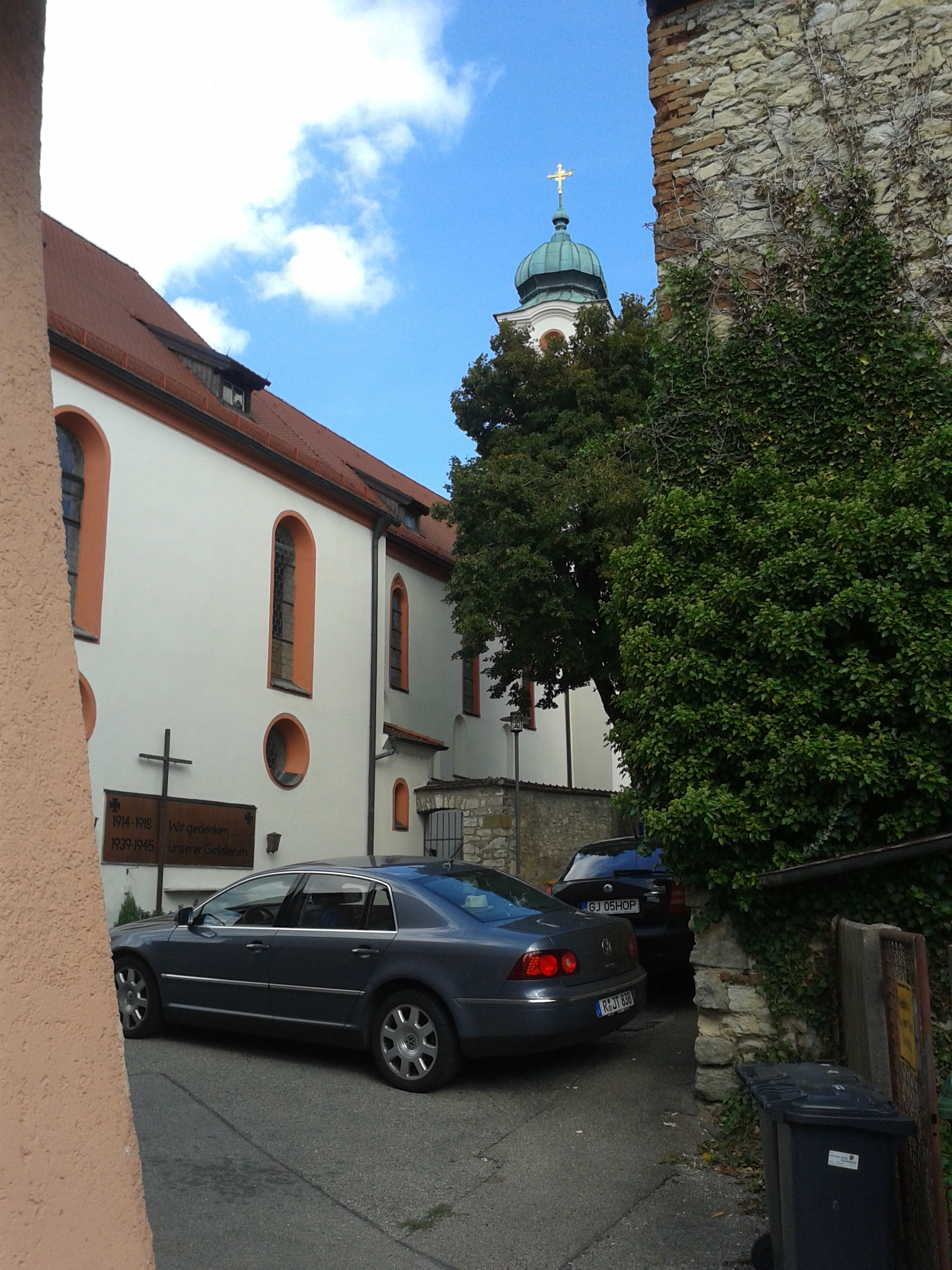
Straße in Sallern – Regensburg; Blick auf Mariä-Himmelfahrts-Kirche

Sallern-Gallingkofen ist der Stadtbezirk 04 und liegt nordöstlich der Altstadt von Regensburg. Beide Ortschaften wurden 1924 nach Regensburg eingemeindet.

## Lage

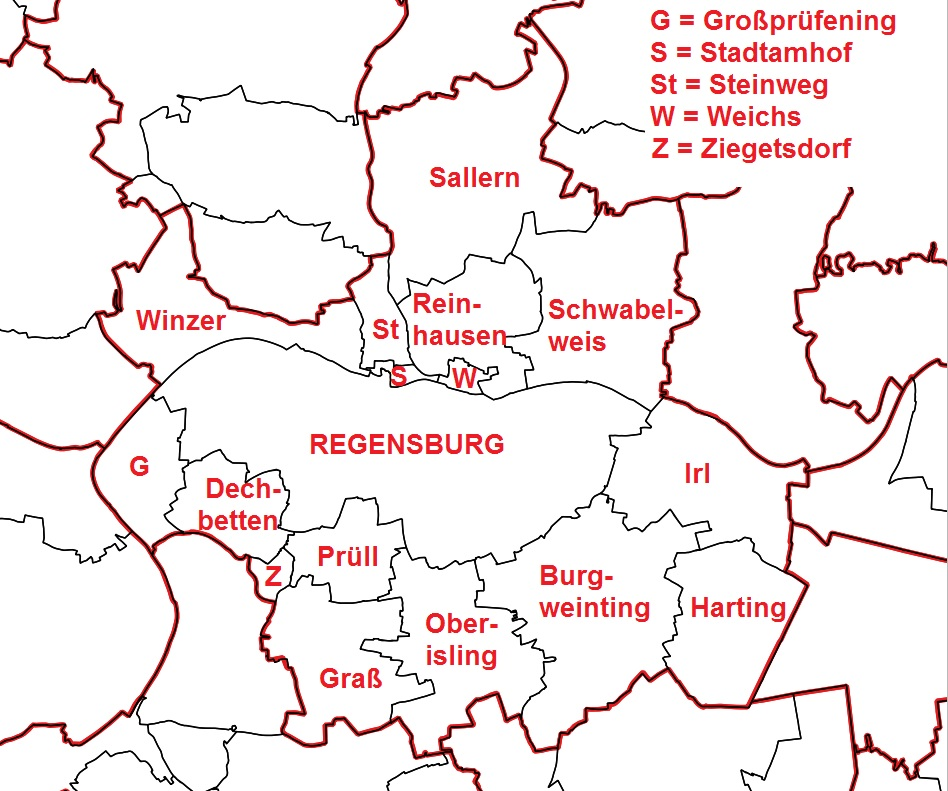
Regensburg Gemarkungen
Regensburg Stadtbezirke

Eingeengt vom westlichen Steilhang des Sallernen Berges zieht sich der Ort Sallern als ein ehemals typisches Straßendorf beiderseits entlang des alten Verkehrsweges nach Amberg den Sallerner Berg hinan. Die westlichen Felshänge aus Kalkstein liegen mit Aushöhlungen frei und haben den Fluss Regen mit Gesteins-chutt und Löss gefüllt. Im Flussbett selbst entspringen hier Wasserquellen, die kalkarmes Wasser liefern und zur Wasserversorgung von Regensburg genutzt werden können.
Gallingkofen liegt benachbart ebenfalls im Nordosten von Regensburg, nördlich des Stadtteils Reinhausen und ist über die Nibelungenbrücke und die anschließende Süd-Nord-Hauptverkehrsstraße (Nordgaustraße-Amberger Straße) an das Stadtzentrum von Regensburg angeschlossen.
Die Hauptverkehrsachse verläuft direkt östlich des Flusses Regen, der gut 2 km weiter südlich in die Donau mündet. Auf dem gegenüberliegenden westlichen Ufer des Flusses Regen verläuft die Nord-Süd-Bundesautobahn 93 mit der Ausfahrt Regensburg-Nord. Der Bau dieser Autobahn nach 1982 war heftig umstritten, weil das Tal des Flusses Regen als Kaltluft- und Frischluftschneise für Regensburg große Bedeutung hat.
In Regensburg seit Jahren und noch 2024 umstritten ist der Plan, die beiden Hauptverkehrsachsen in Sallern über die sog. „Sallerner Regenbrücke“ zu verbinden.

## Geschichte
Erste Siedlungen können bis auf das Jahr 1007 zurückverfolgt werden. Deswegen feierten die Stadtteile Reinhausen, Weichs und Sallern im Jahr 2007 das 1000-jährige Jubiläum dieser Siedlungen am Fluss Regen. Vom 11. bis ins 15. Jahrhundert waren die Herren der Saler Grundherren in Sallern. Von ihnen sind nur einige Urkunden erhalten. 1435 wurden sie von den Sattelbogenern abgelöst, von denen Erasmus von Sattelbogen in einen so heftigen Konflikt mit der Stadt Regensburg geriet, dass er zum Tod verurteilt, am Ende aber nur verbannt wurde. Als Grundherren folgten 1469 die Alberger und 1554 die Leublfinger. Heinrich Alberger gewährte 1519 vielen aus Regensburg vertriebenen Juden Unterkunft und bot ihnen Häuser in Sallern an. 58 Jahre später wurden diese Juden vom neuen Hofmarksherren Hans von Leublfing wieder vertrieben, wie es der Historiker Joseph Rudolph Schuegraf berichtet. Der Straßenname „Am Judenfeld“ in Sallern erinnert an diese Ereignisse. Nach allen genannten Grundherren sind in den Stadtteilen Straßen benannt.
1810 gehörte Sallern zum Landgericht Regenstauf und ab 1862 (oder 1853) zum Bezirksamt Stadtamhof. Ab 1818 gab es mit dem bayerischen Gemeindeedikt in der „Ruralgemeinde“ Sallern einen gewählten Gemeindevorsteher – später Bürgermeister genannt. Die Gemeinde Sallern mit den Orten Gallingkofen, Haslbach, Oedenthal, Sallermühle, Vogelherd und Wutzlhofen wurde am 1. April 1924 in die Stadt Regensburg eingemeindet.

## Sehenswürdigkeiten
Sallern wird vom gut 110 m hohen Sallerner Berg überragt auf dem als grüne Oase der Aberdeen-Park, benannt nach der schottischen Partnerstadt, angelegt wurde. Dort gibt es neben Spielplätzen Rundgänge von 6,3 km.
Ältestes Gebäude ist die Kirche Maria Himmelfahrt, die neben barocken Elementen romanische Rundbogenfenster und einen gotischen Chor mit Kreuzrippengewölbe besitzt.
Der Stadtteil beherbergt auch mehrere, teilweise unter Denkmalschutz stehende und noch aus dem 16. bis 17. Jahrhundert stammende Gutshöfe.
Das Wasserwerk in Sallern stammt aus dem Jahr 1875 und ist damit eines der ältesten in Bayern. 80 Prozent des städtischen Trinkwassers von Regensburg stammt aus drei Brunnen in Sallern.